# Banc Central Africà
El Banc Central Africà (BCA) és una de les tres institucions financeres de la Unió Africana. Està previst que vagi adquirint progressivament responsabilitats del Fons Monetari Africà.
La creació del BCA que està previst que estigui complet el 2028 va iniciar-se el 1991 amb el Tractat d'Abuja. La Declaració de Sirte del 1999 va fer una crida per a l'acceleració d'aquest procés amb la culminació de la creació el 2020.
Quan estigui completament implementat via la legislació del Parlament Panafricà, El BCA serà l'únic emissor de la moneda única africana, esdevindrà el banquer del govern africà, serà el banquer de les institucions públiques i privades de bancs, regularà i supervisarà la indústria bancària africana, i fixarà els interessos oficials i els tipus de canvi; conjuntament amb l'administració del govern africà.